# 가와타야촌
가와타야촌(川田谷村)은 사이타마현 기타아다치군에 있던 촌이다. 현재의 오케가와시 서부에 해당한다. 1955년 3월 10일에 오케가와정과 합병해 폐지되었다.

## 역사

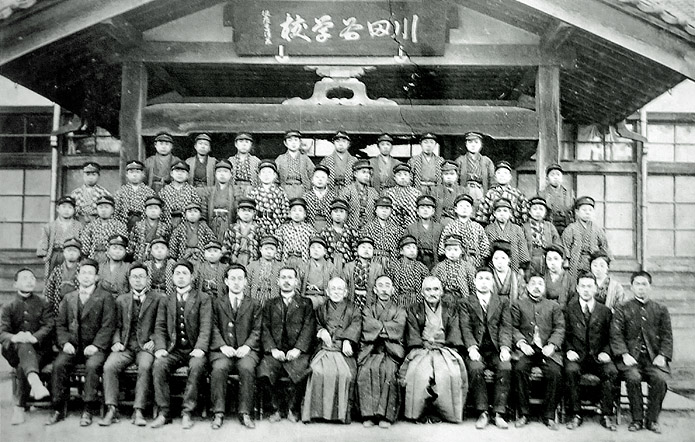
가와타가야 진조고등소학교. 현재의 오케가와시 역사민속자료관 자리에 설립되었다. (1921년경)

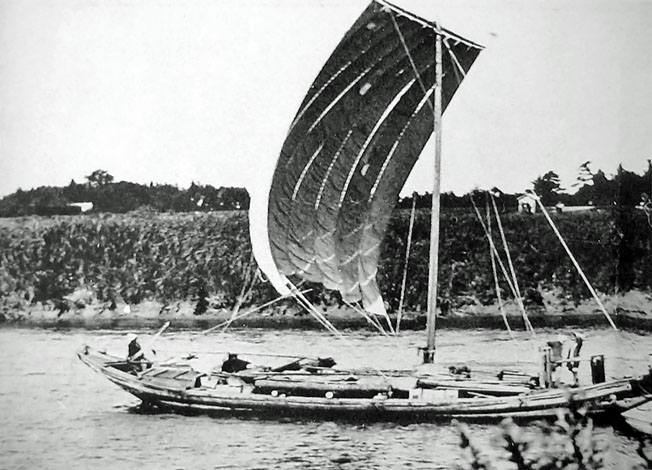
가와타가야구라 마을로 향하는 아라카와의 범선(다이쇼 시대)

- 1650년(게이안 3년) - 마키노 일족 3가에 분지.
- 1868년 - 마키노 일족 3가에 의해 사칭된 가미카와타다니촌, 시모카와타다니촌 가미분, 시모카와타다니촌 시모분의 사칭 마을 이름을 폐지하고 가와타가야촌으로 통일.
- 1871년 11월 13일 - 1차 부현 통합으로 사이타마현 관할이 되었다.
- 1873년 4월 - 학제 발포에 따라 가와타가야 학교(현 오케가와시립 가와타가야 초등학교)가 미륵원 내에 개교되었다.
- 1874년 - 가와타가야촌과 히즈메촌이 합병해 가와타가야촌이 되었다. 히지즈메촌은 가와타가야촌의 작은 마을이 되었다.
- 1879년 3월 17일 - 군정촌편제법에 의해 성립된 기타아다치군에 속하게 되었다. 군청은 우라와주쿠에 설치되었다.
- 1889년 4월 1일 - 정촌제 시행에 수반해 기타아다치군 가와타야촌이 성립하였다.
- 1910년 - 아라카와 강이 범람하여 마을에 피해가 발생하였다.
- 1914년 - 가와타야촌 신용구매판매조합이 설립되었다.
- 1937년 6월 - 구마가야 육군 비행학교 오케가와 분교장이 설치되었다.
- 1947년 4월 1일 - 가와타가야 초등학교에 가와타야촌 다치카와타가야 중학교를 창립하였다.
- 1955년 3월 10일 - 오케카와정과 합병해, 오케카와정이 되었다.
- 1970년 11월 3일 - 시로 승격해 오케가와시가 되었다.

## 참고문헌
- 「角川日本地名大辞典」編纂委員会『角川日本地名大辞典 11 埼玉県』角川書店、1980年7月8日。ISBN 4040011104。